# 金子博臣
金子 博臣（かねこ ひろおみ、1958年12月21日 - ）は、日本の会社員。株式会社日本ケアサプライ元代表取締役社長、一般社団法人日本福祉用具供給協会理事。

## 人物・経歴
東京都出身。1981年一橋大学商学部卒業、三菱商事入社。三菱商事キトエ駐在事務所長を経て、1990年からタイのブリヂストンセールス社でセールスディレクターを務めた。
2001年日本ケアサプライ営業部長。2003年日本ケアサプライ取締役営業本部長兼営業部長。2004年三菱商事新機能事業グループヒューマンケア事業本部ライフケア事業ユニットマネージャー。グッドライフデザイン代表取締役副社長。2009年三菱商事生活産業グループヒューマンケア・メディア本部ヘルスケアユニットマネージャー。
2010年から日本ケアサプライ代表取締役社長を務め、2011年事業開発本部長兼務。全国の営業所に赴き各セクションの社員と意見交換を行い、その日は自身ではなく側近の社員が手配した近隣の宿泊施設に宿泊するなどして商品である福祉用具の拡充や営業拠点の開設などを進めた。2015年一般社団法人日本福祉用具供給協会理事。